# Heemstede (Utrecht)

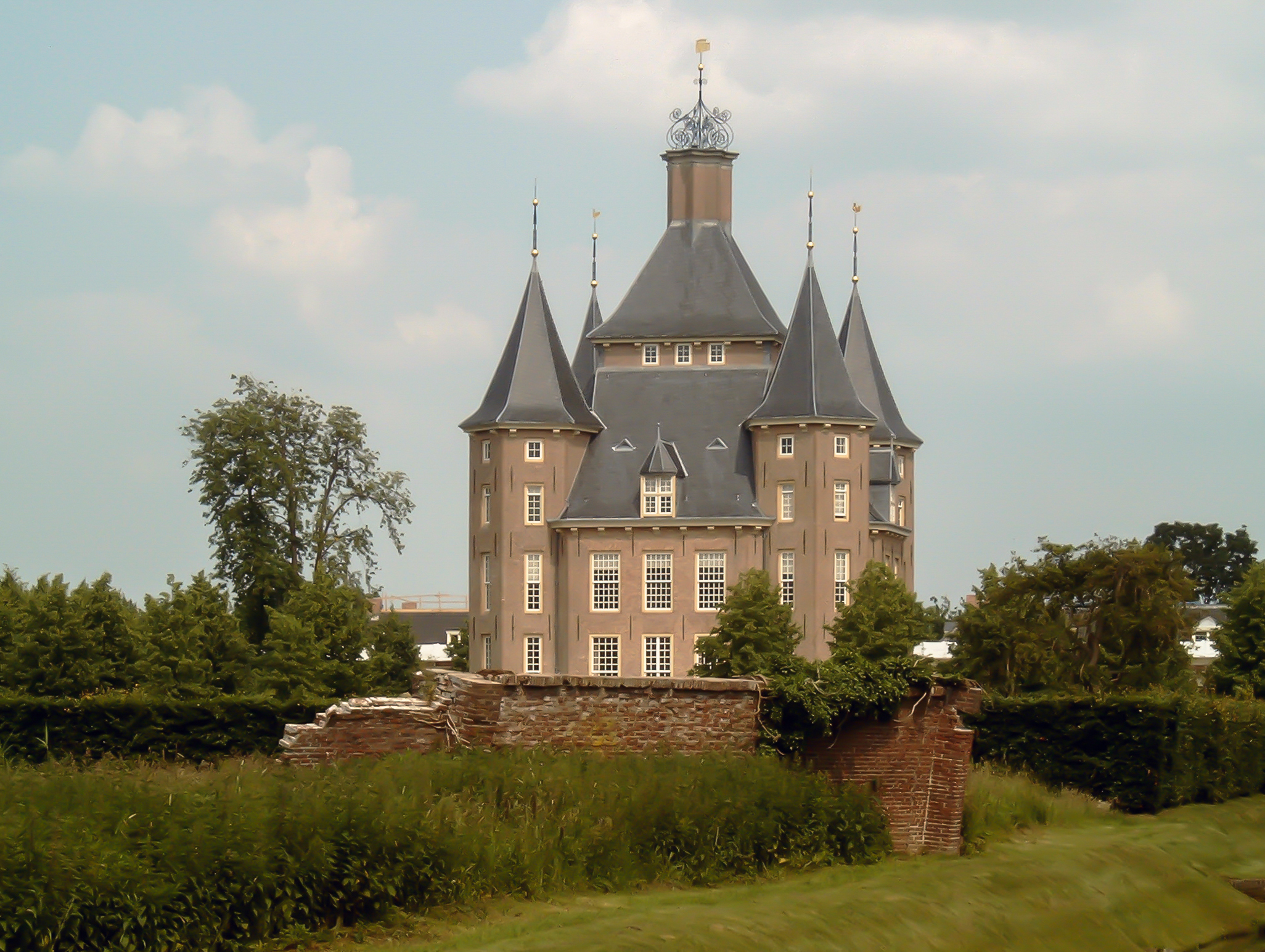
Kasteel Heemstede in 2007

Heemstede is een kleine woonplaats, op de grens van de gemeentes Houten en Nieuwegein, in de Nederlandse provincie Utrecht. Het is vooral bekend van het Kasteel Heemstede. Heemstede is gelegen tussen het Amsterdam-Rijnkanaal, de rijksweg 27, en de provinciale wegen 409 en 408. De bebouwing is geconcentreerd aan de Heemsteedseweg, de Heemsteedsekanaaldijk en de Overeindseweg.
Rond Heemstede bevinden zich veel fruitkwekerijen. Bij afslag 'Houten' van de rijksweg ligt een negen holes golfbaan, de Nieuwegeinse Golfclub.

## Gerecht Heemstede
Het gerecht Heemstede was van 1798 tot 1801 en van 1812 tot 1818 verbonden met Houten. Bij de vorming van de gemeente Oud-Wulven per 1 januari 1818 ging het deel uit maken van die gemeente. Toen deze gemeente per 8 september 1857 bij Houten werd gevoegd, werd dus ook Wulven bij Houten gevoegd.

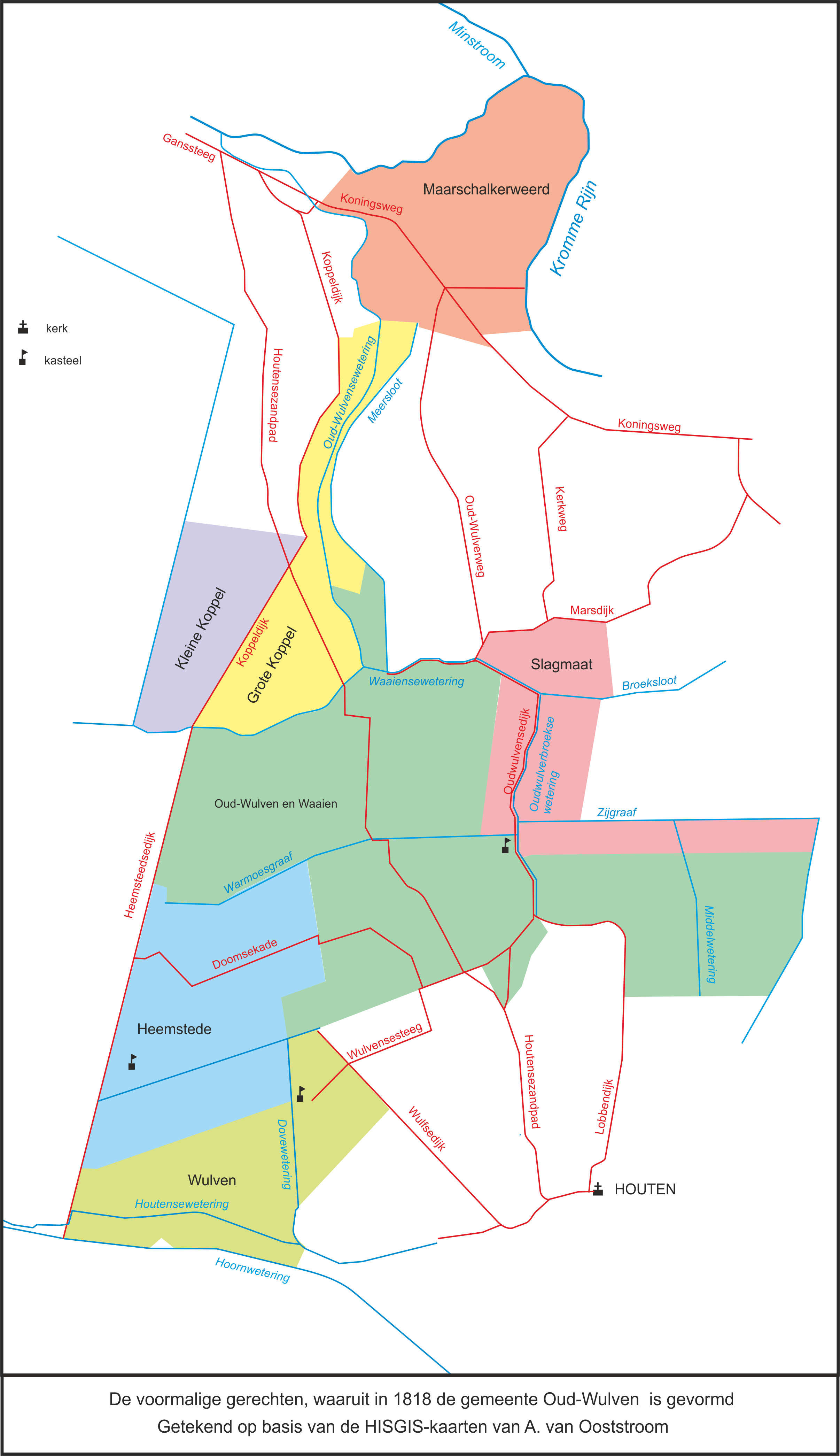